# Elezioni generali in Spagna del 2008
Le elezioni generali in Spagna del 2008 si tennero il 9 marzo per il rinnovo delle Corti Generali (Congresso dei Deputati e Senato). Esse videro la vittoria del Partito Socialista Operaio Spagnolo di José Luis Rodríguez Zapatero, che fu confermato Presidente del Governo.

## Risultati

### Congresso dei Deputati
| Liste                                                      | Voti       | %     | Seggi |
| ---------------------------------------------------------- | ---------- | ----- | ----- |
| Partito Socialista Operaio Spagnolo                        | 11 289 335 | 43,87 | 169   |
| Partito Popolare                                           | 10 278 010 | 39,94 | 154   |
| Sinistra Unita                                             | 969 946    | 3,77  | 2     |
| Convergenza e Unione                                       | 779 425    | 3,03  | 10    |
| Partito Nazionalista Basco                                 | 306 128    | 1,19  | 6     |
| Unione Progresso e Democrazia                              | 306 079    | 1,19  | 1     |
| Sinistra Repubblicana di Catalogna                         | 298 139    | 1,16  | 3     |
| Blocco Nazionalista Galiziano                              | 212 543    | 0,83  | 2     |
| Coalizione Canaria - Partito Nazionalista Canario          | 174 629    | 0,68  | 2     |
| Coalizione Andalusa (Partito Andalusista)                  | 68 679     | 0,27  | –     |
| Nafarroa Bai                                               | 62 398     | 0,24  | 1     |
| Eusko Alkartasuna                                          | 50 371     | 0,20  | –     |
| Ciudadanos                                                 | 46 313     | 0,18  | –     |
| Partito Antitaurino Contro il Maltrattamento degli Animali | 44 795     | 0,17  | –     |
| I Verdi                                                    | 41 531     | 0,16  | –     |
| Partito Aragonese                                          | 40 054     | 0,16  | –     |
| Unione Aragonese                                           | 38 202     | 0,15  | –     |
| Nuove Canarie - Centro Canario Nazionalista                | 38 024     | 0,15  | –     |
| I Verdi - Gruppo Verde                                     | 30 840     | 0,12  | –     |
| Aralar                                                     | 29 989     | 0,12  | –     |
| Blocco Nazionalista Valenciano - IDPV - EV-EE              | 29 760     | 0,12  | –     |
| Unità per le Isole                                         | 25 454     | 0,10  | –     |
| Per un Mondo più Giusto                                    | 23 318     | 0,09  | –     |
| I Verdi d'Europa                                           | 20 419     | 0,08  | –     |
| Partito Social Democratico                                 | 20 126     | 0,08  | –     |
| Partito Comunista dei Popoli di Spagna                     | 20 030     | 0,08  | –     |
| Cittadini in Bianco                                        | 14 193     | 0,06  | –     |
| Falange Española de las JONS                               | 14 023     | 0,05  | –     |
| Democrazia Nazionale                                       | 12 836     | 0,05  | –     |
| I Verdi - L'Alternativa Ecologista                         | 12 561     | 0,05  | –     |
| Altri <0,05%                                               | 150 534    | 0,58  | –     |
| Voti in bianco                                             | 286 182    | 1,11  | –     |
| Totale                                                     | 25 734 866 | 100   | 350   |

- Secondo i dati ufficiali, il totale dei voti alle candidature è pari a 25.448.681 (e il totale dei voti validi è pari a 25.734.863).

### Senato
| Liste                                       | Seggi |
| ------------------------------------------- | ----- |
| Partito Popolare                            | 101   |
| Partito Socialista Operaio Spagnolo         | 88    |
| Intesa Catalana del Progresso (PSC-ERC-ICV) | 12    |
| Convergenza e Unione                        | 4     |
| Partito Nazionalista Basco                  | 2     |
| Coalizione Canaria                          | 1     |
| Totale                                      | 208   |